# Barreiro (Cabo Verde)
Barreiro é uma aldeia que fica na zona oeste da ilha do Maio, em Cabo Verde. Tem 535 habitantes (censo de 2010).
O único clube de futebol na aldeida este Barreirense Futebol Clube.